# 威斯康星大學奧什科什分校
威斯康星大學奧什科什分校（University of Wisconsin Oshkosh，亦稱：UW Oshkosh）是威斯康星大學系統內、位於美國威斯康星州奧什科什的一所公立大學，成立於1871年。它現在是州內的第三大大學， 2019年《美國新聞與世界報道》在“中西部地區大學”排名中將其列在第94位。